# Крюгер, Флориан
Фло́риан Крю́гер (нем. Florian Krüger; родился 13 февраля 1999 года, Штасфурт, Германия) — немецкий футболист, нападающий бельгийского клуба «Беерсхот», выступающий на правах аренды за «Саарбрюккен»

## Клубная карьера
Флориан Крюгер является воспитанником Штасфурта, «Магдебурга» и «Шальке 04». В «Эрцгебирге» перешёл в 2018 году из молодёжки «Шальке 04». За клуб дебютировал в матче против «Бохума». Свой первый гол забил в ворота «Гройтер Фюрт». Пропустил два матча из-за растяжения мышц бедра. В сезоне 2019/20 и 2020/21 отдал 16 голевых передач и забил 18 мячей. В матче против «Айнтрахта Брауншвейга» оформил дубль. Всего за «Эрцгебирге» сыграл 85 матча, где забил 21 мяч и отдал 21 голевой пас.
1 июля 2021 года перешёл в «Арминия Билефельд». За клуб дебютировал в матче против «Фрайбурга». Свой первый гол забил в ворота «Штутгарта». 12 мая 2022 года заболел. Всего за «Арминию» сыграл 34 матча, где забил 1 мяч и отдал 3 голевой пас.
30 августа 2022 года перешёл в нидерландский «Гронинген», подписав четырёхлетний контракт до середины 2026 года. За клуб дебютировал в матче против «Витесса». Свой первый гол забил в ворота «Утрехта».
29 августа 2023 года перешёл на правах аренды в «Айнтрахт» из Брауншвейга.
6 сентября 2024 года перешёл в бельгийский «Беерсхот». 15 сентября дебютировал в чемпионате Бельгии в гостевом матче против «Шарлеруа», выйдя на замену вместо Колена Дагба на 60-й минуте.

## Карьера в сборной
Играл за юниорские сборные Германии, где сыграл 18 матчей и забил 6 мячей. На победном для Германии чемпионате Европы сыграл один матч против Венгрии.